# Ichneumon viburnellae
Ichneumon viburnellae är en stekelart som beskrevs av Franz Paula von Schrank 1802. Ichneumon viburnellae ingår i släktet Ichneumon och familjen brokparasitsteklar. Inga underarter finns listade i Catalogue of Life.